# マーシャ・クラッカワー
マーシャ・クラッカワー（Marsha Krakower, 1952年10月14日 - )は、英語教師、BBCワールドニュース放送番組審議会委員、聖心女子大学名誉教授。

## 経歴
東京生まれ。父親はアメリカ人で貿易商、母親は日本人。画家になった姉がいる。聖心女子大学英文科卒。大学生の頃は演劇志向だったが、女優よりも演出の方を好んでいた。コロンビア大学大学院英語教授法学科修士課程修了。NHKテレビ・ラジオの「続基礎英語」 ・｢英語会話｣・｢英会話上級｣講師、NHKテレビ・BSのニュースキャスターなどを務める。またbayfmにおいて開局以来DJを務めていたが、2017年3月25日の放送をもって卒業している。
Krakowerとはポーランドのクラクフに由来するイディッシュ語の苗字である（Dictionary of American Family Names, Oxford University Press, Mar 2003）。

## 著書
- NHKカセットこども英語教室 A BRIDGE TO ENGLISH 1978.10（NHKサービスセンター）声の出演
- 英会話あと一歩 とにかく話せちゃうのよ 光文社 1980.6 (カッパ・ブックス) のち文庫
- しゃべりたくなるEnglish からだで覚える英会話 光文社 1984.1 (カッパ・ホームス)
- マーシャのアクティブ英会話 朝日イブニングニュース社 1984.9
- マーシャのおしゃべり英語教室 朝日イブニングニュース社 1985.10
- プライベートクエッション 英語できっかけを掴む 光文社 1992.3 (カッパ・ホームス) 「英会話語学力より話題力!」(青春文庫)
- マーシャの英語でカード 楽しい英文カードの書き方 中経出版 1993.12
- 気楽にゴルフ英会話 日本放送出版協会 1994.12
- The New York Times Magazineで読む男の言い分女の本音 講談社 1997.4
- たっぷりラジオ英会話 日本放送出版協会 2000.11 (NHK CD-extra book)
- 英語はママにおまかせ! 「マザーグース」でおぼえる英語のきほん ママと子どもの英語CDブック / ステュウット・ヴァーナムーアットキン共著 廣済堂出版 2001.8
- いつでもラジオ英会話 日本放送出版協会 2002.3 (NHKCD-extra book)
- だれでもラジオ英会話 日本放送出版協会 2003.12 (NHK CD-extra book)
- ニューヨーク大学語学留学 NHK英会話エンジョイスピーキング ジョン先生、エレン先生の授業ベストセレクション 日本放送出版協会 2005.3 (NHK出版DVD+book)
- 日本人の英語力 2009.10 (小学館101新書)

## 出演
- テレビ
  - ウィークエンドワールド（NHK）
  - マーシャの英会話 6カ月（NHK）
- ラジオ
  - AGFコーヒータイム（FM東京、1981年4月1日～1985年9月30日）
  - SATURDAY BAY BREEZE（bayfm、1989年10月～1994年3月）
  - SATURDAY BRACING MORNING（bayfm、1994年4月～2017年3月25日）